# No Surprises
〈No Surprises〉는 1998년 1월 12일 세 번째 음반 《OK Computer》(1997년)의 네 번째 싱글로 발매된 영국의 얼터너티브 록 밴드 라디오헤드의 곡이다. 이 곡은 리드 싱어 톰 요크가 헬멧 안에서 노래를 부르며 물로 가득 찬 뮤직 비디오를 동반했다. 싱글은 영국 싱글 차트에서 4위를 기록했다.

## 녹음
라디오헤드는 1995년 R.E.M.과 함께 투어를 하면서 〈No Surprises〉를 썼다. 이 곡은 《OK Computer》의 세션에서 녹음된 첫 곡이었다. 가수 톰 요크는 "어린이와 같은 기타 사운드가 음반 전체의 분위기를 만들었다"면서 "비치 보이스 음반 《Pet Sounds》와 비슷한 분위기를 지향하고 있다"고 말했다.
음반의 버전은 녹음된 첫 번째 테이크다. 요크는 "우리는 그 후에 끝없는 버전을 만들었고, 그것들은 모두 첫 번째 버전에 대한 커버일 뿐이었습니다. 그래서 우리는 포기하고 [원래]로 돌아갔습니다."라고 말했다.

## 발매
〈No Surprises〉은 1998년 1월 12일 《OK Computer》에서 네 번째 싱글로 발매되었다. 싱글은 영국 싱글 차트에서 4위에 올랐다.
2008년에 이 곡은 《Radiohead: The Best Of》에 실렸다. 2017년 《OK Computer》 재발행에는 가사가 다른 초기 버전이 포함되어 있다.

## 뮤직 비디오
‘No Suprises’의 뮤직 비디오는 요크가 우주비행사 스타일의 헬멧을 쓴 동영상으로 구성되어 있다. 그랜트 지가 감독하였다.

## 유산
2011년 10월, 《NME》는 "지난 15년 중 가장 좋은 150개의 트랙" 목록에 107위에 올랐다.

## No Suprises/Running from Demos
“No Suprises/Running from Demos”는 라디오헤드의 네 번째 익스텐디드 플레이(EP)로 1997년 12월 10일 팔로폰을 통하여 발매하였다. 이 EP는 이듬해 1월에 진행할 일본 투어를 위해 일본 시장을 겨냥해 제작한 것으로, 일본에서는 도시바-EMI를 통해 발매하였다.

## 트랙 리스트
CD 1
1. "No Surprises" – 3:51
2. "Palo Alto" – 3:44
3. "How I Made My Millions" – 3:07

CD 2
1. "No Surprises" – 3:50
2. "Airbag" (Live in Berlin) – 4:49
3. "Lucky" (Live in Florence) – 4:34

No Surprises/Running from Demons
1. "No Surprises" – 3:49
2. "Pearly*" – 3:38
3. "Melatonin" – 2:08
4. "Meeting in the Aisle" – 3:07
5. "Bishop's Robes" – 3:23
6. "A Reminder" – 3:51

## 인증
| 국가                               | 인증 | 판매량/출하량 |
| ---------------------------------- | ---- | ------------- |
| 캐나다 (뮤직 캐나다)               | 골드 | 40,000        |
| 이탈리아 (FIMI)                    | 골드 | 25,000        |
| 영국 (BPI)                         | 실버 | 200,000       |
| 판매량+스트리밍을 기반으로 한 인증 |      |               |